# Noz de areca

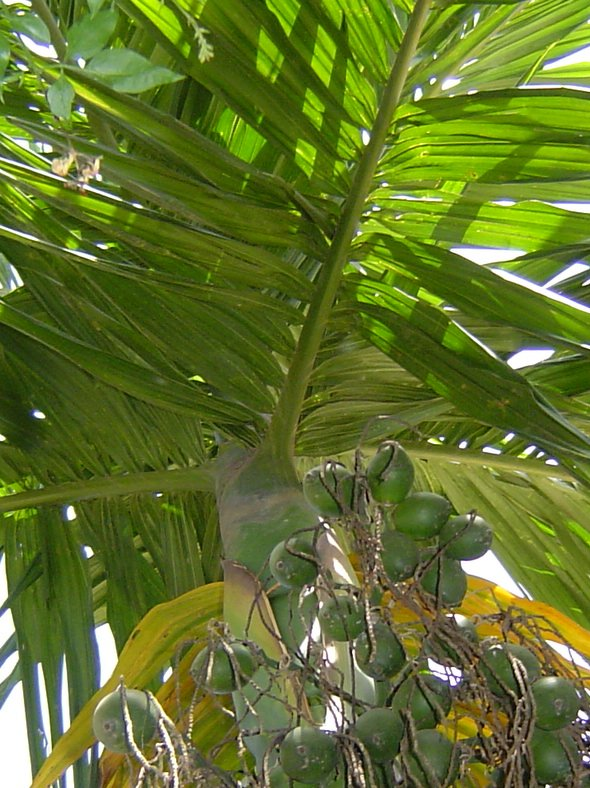
Fruto da palmeira de areca ainda na árvore.

Noz de areca ou pinangue, é a semente da palmeira de areca (areca catechu). Esta palmeira pode crescer até vinte metros e tem folhas com um metro de comprimento, estando especialmente difundida na Ásia e na África oriental. Mascar a semente desta espécie vegetal faz parte de muitas culturas asiáticas sendo que as técnicas de preparação variam de região para região. A ilha de Penang recebeu este nome por causa da pinang. Por vezes é designada incorretamente como noz de bétel devido a ser consumida quase sempre em combinação com as folhas provenientes da planta que produz a pimenta de bétel, a Piper betle, da família das piperáceas.

## Utilização
A palmeira de areca é uma das plantas mais populares do mundo. A sua semente, a noz de areca, possui um sabor fresco e apimentado e é usualmente mascada ou mastigada inteira, sendo às vezes lascada ou ralada, frequentemente misturada com temperos de acordo com a tradição local, tais como cal e especiarias, tudo isto embrulhado em folhas de bétele. Os restos são cuspidos. Este costume constitui uma tradição e hábito popular, em particular na Índia, nas Filipinas, em certas regiões da Malásia e em Myanmar. Sendo um estimulante, em geral é mascada junto com uma pequena quantidade de cal, e o mascador é facilmente reconhecido pelo fluxo abundante de saliva vermelha, que mancha os lábios e os dentes.

### Pan

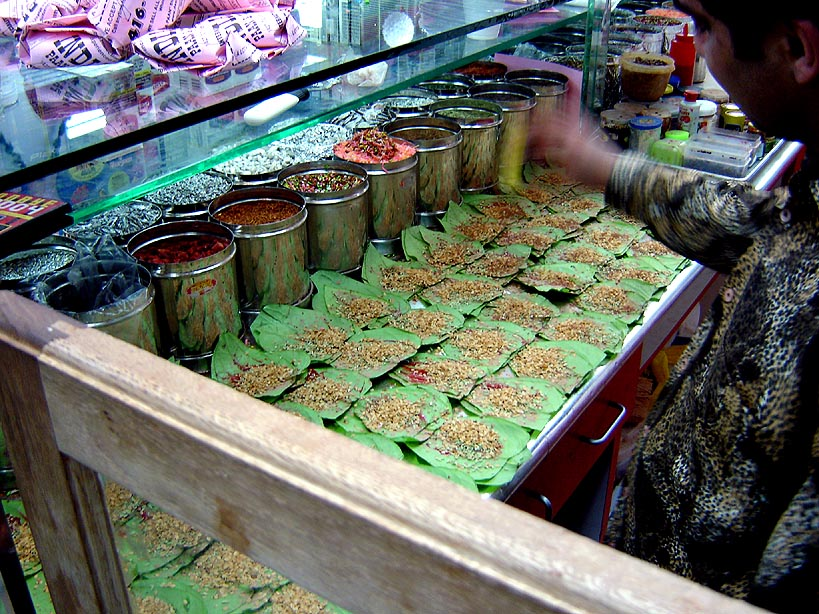
Lojista produzindo pan numa loja indiana.

Na Índia, o tabaco é às vezes acrescentado à mistura num preparado conhecido por pan ou paan. Anúncios nos meios de comunicação social, muitas vezes usando a imagem de estrelas de cinema, incentivam e promovem o seu uso como uma porta para uma vida cheia de emoção e prestígio. No entanto, as letras pequenas nas embalagens advertem que o produto faz mal à saúde.
O pan é usado na Ásia e é extremamente popular na Índia. Na sua forma tradicional, é uma mistura de noz de areca triturada, tabaco e outros ingredientes que lhe melhoram o sabor. É colocada, formando uma pasta juntamente com a cal, numa folha de pimenta de bétele. A folha é dobrada para embrulhar o recheio, e o pacotinho inteiro é então colocado na boca. Uma versão comum do pan é o pan masala, que tem os mesmos ingredientes, só que secos e embrulhados em sachês, fáceis de carregar e que podem ser mascados quando se desejar.
A pessoa leva bastante tempo (até cerca de vinte minutos) a mascar o pan e, visto que saliva constantemente, precisa cuspir várias vezes. Existe até uma escarradeira nas casas onde o pan é popular, mas fora de casa, os consumidores cospem no chão ou nas paredes, razão das manchas castanhas ou marrom que se vêem nas escadarias e corredores de muitos prédios da Índia.

## Efeitos

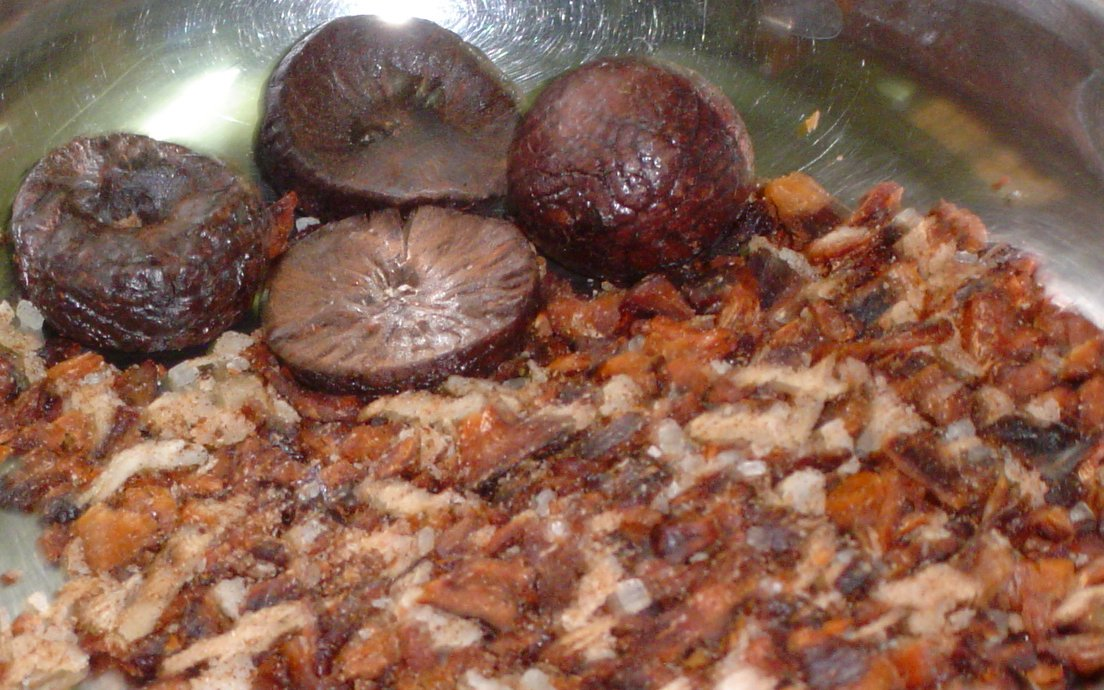
Nozes de bétele secas e cortadas ao meio temperadas com especiarias.

Os princípios ativos mais importantes da noz de areca são a arecaina e a arecolina, alcaloides cujos efeitos são comparáveis aos da nicotina. É descrito como estimulante, brandamente intoxicante e inibidor de apetite. Ela também contem os alcaloides arecaidina, arecolidina, guracina (guacina), guvacolina e vários outros que ainda não foram estudados extensivamente.

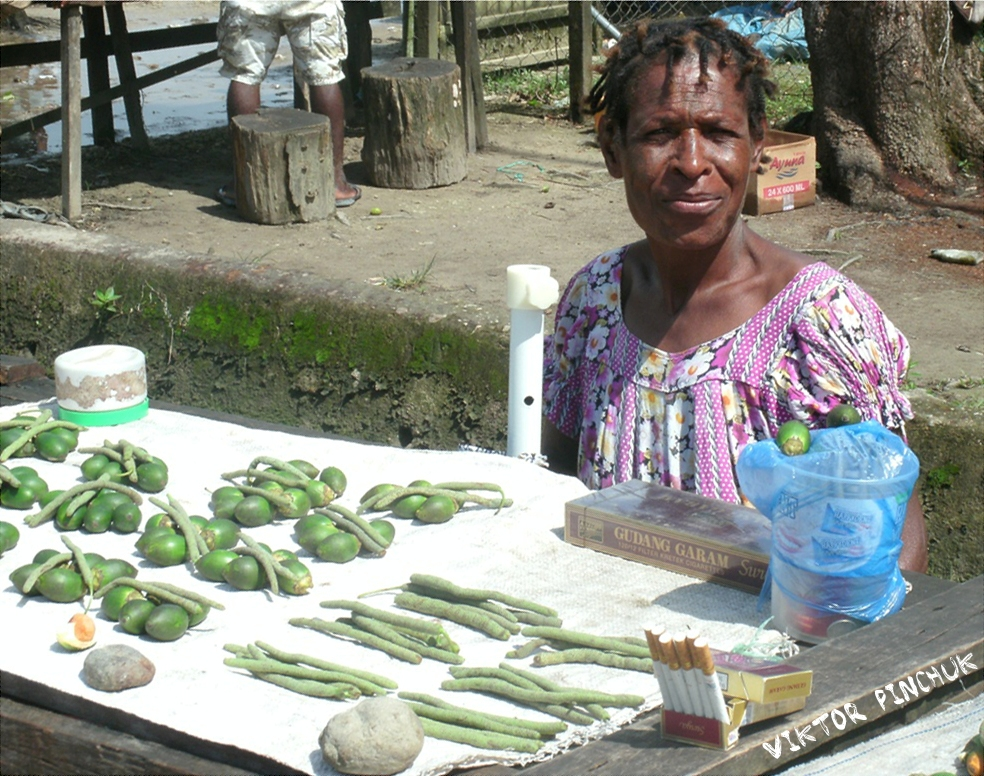
Vendedora de noz de bétele (Papua-Nova Guiné).

Além do efeito estimulante do sistema nervoso central causando um relaxamento alegre ou sensação de euforia e uma agradável sensação na boca, alguns afirmam que possui qualidades afrodisíacas. Certas pessoas chegam mesmo a afirmar que o seu consumo melhora as capacidades de aprendizagem e de raciocínio, facilita a respiração, melhora a disposição e reduz a pressão cardíaca. Pode ainda ter usos medicinais, tal como a redução das cáries, a remoção de tênias e outros parasitas intestinais mediante a ingestão de umas poucas colheres de noz de areca em pó, da própria noz ou tabletes contendo o extracto dos alcalóides.
No entanto, mastigar regularmente a noz de areca é extremamente prejudicial para os dentes. A noz de areca tinge a saliva da pessoa dum vermelho vivo e enegrece os dentes, provocando danos muitas vezes irreversíveis. Muitos mascadores habituais de bétele perdem os dentes já na idade de vinte e cinco anos. Além disso, a Agência Internacional para a Pesquisa do Cancro (IARC - International Agency of Research on Cancer) classifica a noz de bétele como um cancerígeno conhecido. Dosagens altas podem causar diarreia e tonturas. Doses muito altas podem ser mortais. O uso a longo termo pode causar habituação. Em pesquisas efectuadas entre consumidores que tanto usaram o tabaco como a noz de bétele disseram que, entre os dois, acharam mais difícil vencer o hábito de mascar a noz. Durante o domínio japonês sobre a Formosa (Taiwan), fez-se uma tentativa inútil de eliminar este costume. Hoje, naquela ilha, as lojas que vendem noz de areca têm tipicamente uma grande vitrine atrás da qual uma jovem mulher atraente, que geralmente não usa muita roupa, embrulha nozes de areca.
Segundo a Encyclopedia Americana (1956, Vol. 20, pág. 573), mascar areca produz "um efeito similar a mascar tabaco". O jornal Evening News de Bombaim, de 4 de abril de 1972, informou que a publicação da Sociedade Farmacêutica da Grã-Bretanha, Extra Pharmacopia, classifica a noz de areca como "narcótico". Por isso, algumas entidades governamentais indianas decidiram que esta noz não pode ser classificada como "alimento".

### Opinião de especialistas
Muitos médicos de Taiwan acreditam que há uma relação entre este costume e a alta incidência do cancro ou câncer da boca e da face naquela ilha. No Sri Lanka, o cancro do esófago é bastante comum, havendo quase duas vezes mais vítimas entre as mulheres do que nos homens. A investigação revelou que o factor destacado para esta estatística parecia ser uma deficiência de ferro no regime alimentar das mulheres. No entanto, como segundo factor foi apontado o hábito de mascar noz de areca, cujo hábito é especialmente feminino naquele país. Também, segundo o relatório Amrita Bazar Patrika, de Calcutá, o director-geral do Conselho Indiano de Pesquisas Médicas relatou que 60.000 pessoas morrem anualmente de cancro no Bangladesh. Ele comentou que o cancro da cavidade oral é muito comum "devido ao hábito no Bangladesh, de mascar uma mistura de folha de bétele e noz de areca com tabaco". Um estudo do Instituto Tata de Pesquisa Fundamental diz que a cada ano dez por cento de todos os novos casos de cancro na Índia são de cancro da boca, o que constitui cerca do dobro da média mundial. Para o Dr. R. Gunaseelan, especializado em cirurgia bucal e maxilofacial, e outros cirurgiões de todas as partes da Índia, a responsabilidade disso cabe principalmente ao vício de mascar pan. Ele declara no The Indian Express: "Todos os tipos de pan são prejudiciais para a boca. Não há dúvida de que o pan pode causar cancro na boca e mascá-lo é o mesmo que pedir para ter deformidades na face."
Em Deli, na Índia, a incidência de cancro da boca é quatro vezes maior do que em Los Angeles, Califórnia, noticia o jornal The Indian Express. No ano 2000, relatava-se que mais de dezoito por cento dos novos casos de cancro entre a população masculina de Deli eram de cancro da boca, sendo que em 1995 eram apenas dez por cento. As principais causas foram identificadas como o fumar bidis (cigarros indianos), mascar tabaco e pan masala. O jornal considerou alarmante o aumento no uso de pan masala por parte de crianças em idade escolar, alertando que toda a Índia se encaminha para uma "epidemia de cancro da boca".